# Coupe de la joie
Les Coupes de la Joie sont des concours culturels (chant, musique, théâtre) et sportifs organisés dans l'ensemble de la France dans les années 1950. La Seconde Guerre mondiale est alors dans toutes les mémoires et ces manifestations participent du dynamisme lié à la reconstruction et modernisation du pays. Une finale voit se confronter au niveau national les formations retenues lors des finales départementales : elle se déroule par exemple pendant deux jours de mai 1953 à Vitré en Ille-et-Vilaine.